# Draconarius globulatus
Draconarius globulatus är en spindelart som beskrevs av Chami-Kranon, Sonthichai och Wang 2006. Draconarius globulatus ingår i släktet Draconarius och familjen mörkerspindlar.
Artens utbredningsområde är Thailand. Inga underarter finns listade i Catalogue of Life.